# Noorse Historische Vereniging
De Noorse Historische Vereniging (Noors: Den norske historiske forening, HIFO) is een organisatie voor de kennis van de geschiedenis van Noorwegen.
De vereniging werd in 1869 opgericht door de historici Michael Birkeland en Ludvig Ludvigsen Daae. Het eerste doel was het publiceren van het wetenschappelijke tijdschrift Historisk Tidsskrift (historisch journaal). Hiermee kon in 1871 worden gestart. Het Historisk Tidsskrift wordt ook tegenwoordig nog vier keer per jaar uitgegeven. Tot 1955 was de voorzitter van de Noorse Historische Vereniging tevens hoofdredacteur van het historisch journaal.
In 1990 fuseerde de Historische Vereniging met de in 1982 opgerichte Norsk historikerforening en het in 1927 opgerichte Norsk komité for historisk vitskap. De naam bleef ongewijzigd, maar wel werd hiernaast het acronym HIFO als officiële naam ingevoerd.

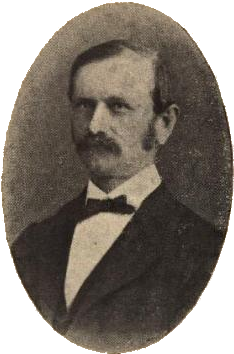
Michael Birkeland
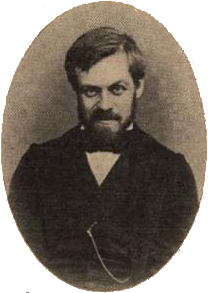
Ludvig Ludvigsen Daae